# Александар Предке
Александар Александровић Предке (рус. Александр Александрович Предке; Димитровград, 5. јануар 1994) је српски шаховски велемајстор. 2023. освојио је екипно Првенство Европе са репрезентацијом Србије.

## Шаховска каријера
Предке је почео да игра шах са седам година. Био је полазник школе шаха у Тољатију. 2010. освојио је омладинско првенство Русије у шаху у старосној групи играча млађих од 16 година. 2014. био је трећи на јуниорском првенству Русије у старосној групи играча млађих од 20 година. 2017. у Самари био је други на Меморијалу Лав Полугајевски. У августу 2018. завршио је трећи на турниру Техничког универзитета у Риги.
2016. године добио је титулу ФИДЕ међународног велемајстора.

## Долазак у Србију
Због рата у Украјини руским шахистима је на појединачним такмичењима онемогућено да се такмиче под руском заставом, док на екипним такмичењима уопште не могу да учествују. Шаховски савез Русије од пролећа 2022. је прешао у Азијску шаховску федерацију. Међународна шаховска федерација (ФИДЕ) је зато у фебруару 2023. руским шахистима омогућила да без ограничења и трошкова промене савезе, што су искористили Алексеј Сарана и Александар Предке да постану чланови Шаховског савеза Србије.
Александар Предке је званично 3. марта 2023. примљен у Шаховски савез Србије.
Предке је одиграо три највећа опен турнира стандардног шаха у Србији:
- Србија Опен
- Параћин Опен
- Меморијал Светозара Глигорића (победник турнира)

Предке је одиграо два најзначајнија брзопотезна турнира:
- Блиц Глига 100
- Меморијал Моме Вучићевића

Са Репрезентацијом Србије освојио је 2023. златну медаљу на Екипном првенству Европе у Будви.